# Antoni Antczak

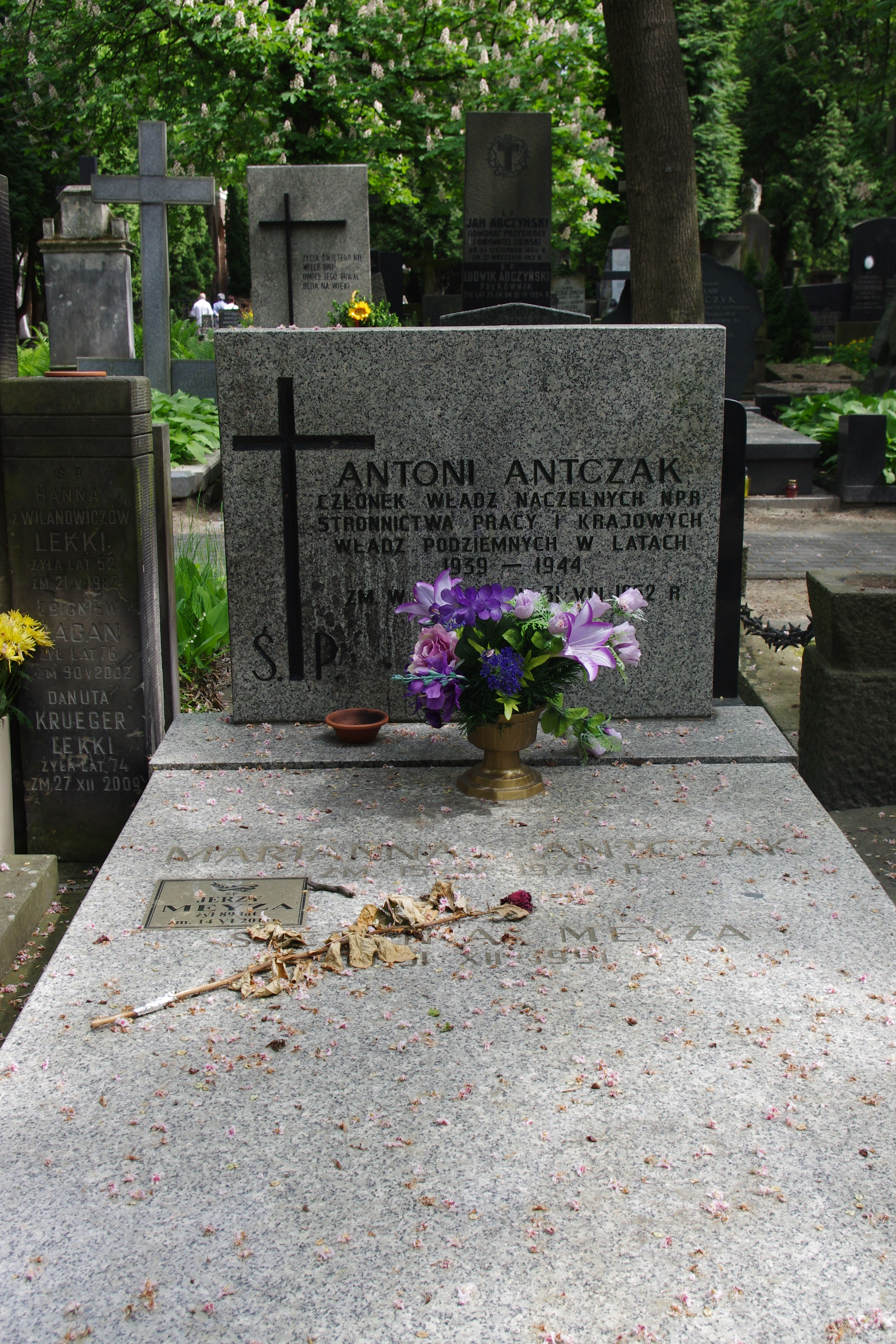
Grób polityka Antoniego Antczaka na Starych Powązkach w Warszawie

Antoni Antczak, ps. Ida, Adamski, Antoni, Dyrektor (ur. 15 maja 1890 w Wolenicach, zm. 31 sierpnia 1952 we Wronkach) – polski dziennikarz i działacz chadecki, samorządowiec, poseł na Sejm II kadencji (1929–1930) i do Krajowej Rady Narodowej (1945–1946), delegat okręgowy na Pomorze Delegatury Rządu na ziemie włączone do III Rzeszy.

## Życiorys
Po odbyciu służby wojskowej 1914 wyjechał w celach zarobkowych do Westfalii. Tam pracował jako górnik i działał w Narodowym Stronnictwie Robotników. W kwietniu 1920 zamieszkał w Toruniu, gdzie był udziałowcem, a później dyrektorem Drukarni Robotniczej, wydającej m.in. „Ekspress Pomorski”, „Głos Robotnika” i „Obrony Ludu”. W latach 1926–1928 pełnił funkcję redaktora naczelnego „Głosu Robotnika”. W latach 1925–1935 i 1937–1939 kierował Towarzystwem Śpiewaczym „Moniuszko”, pełnił również funkcję prezesa Pomorskiego Związku Śpiewaczego i Pomorskiego Towarzystwa Muzycznego (według innego źródła w Pomorskim Towarzystwie Muzycznym pełnił stanowisko wiceprezesa).
W latach 1926–1929 był przewodniczącym Rady Miasta Torunia. W latach 1929–1930 pełnił mandat posła na Sejm II kadencji (1929–1930). 10 października 1937 został prezesem Zarządu Wojewódzkiego Stronnictwa Pracy.
Po wybuchu II wojny światowej ewakuował się do Równego, bezskutecznie próbując dostrzec do Warszawy. Do Torunia wrócił po ataku wojsk sowieckich na Polskę 17 września 1939 roku. W listopadzie 1940 roku zatrzymał się w Warszawie (według innego źródła do Warszawy zbiegł na przełomie 1939 i 1940 roku). W 1941 roku wyznaczono go na stanowisko Okręgowego Delegata Rządu dla Pomorza. Stanowisko to odpowiadało funkcji wojewody pomorskiego. Funkcję te pełnił do wybuchu powstania warszawskiego. Kilkakrotnie udawał się w misje na teren województwa pomorskiego. Działał w podziemnej organizacji wojskowej „Grunwald”.
Po upadku powstania warszawskiego przebywał w obozie przejściowym w Pruszkowie (Dulag-121).
W latach 1944–1945 przebywał na robotach przymusowych w Leneburgu. Do Polski wrócił w marcu 1945 roku. 15 lipca 1945 został wybrany wiceprezesem Stronnictwa Pracy i z jego nominacji wszedł w skład Krajowej Rady Narodowej, w której zasiadał do września 1946. 31 sierpnia 1948 został aresztowany przez Ministerstwo Bezpieczeństwa Publicznego. 6 kwietnia 1951 roku skazano go na 15 lat więzienia za „prowadzenie nielegalnej działalności w latach 1945-1948” (nielegalne Zjednoczenie Zawodowe Polskie), a także „za współpracę z Gestapo w czasie okupacji”. Zamęczony 31 sierpnia 1952 roku zmarł we Wronkach. Został pochowany na cmentarzu Powązkowskim w Warszawie (kwatera 171-2-5).
20 marca 1958 roku został pośmiertnie uniewinniony i zrehabilitowany.
Jest patronem ulic w Gdańsku i Toruniu.

## Odznaczenia
- Krzyż Komandorski Orderu Odrodzenia Polski (pośmiertnie)[4]